# Plîskiv, Pohrebîșce
Plîskiv (în ucraineană Плисків) este o comună în raionul Pohrebîșce, regiunea Vinnița, Ucraina, formată numai din satul de reședință.

## Demografie
Componența lingvistică a satului Plîskiv
     Ucraineană (98,33%)
     Rusă (1,46%)
     Alte limbi (0,14%)
Conform recensământului din 2001, majoritatea populației satului Plîskiv era vorbitoare de ucraineană (98,33%), existând în minoritate și vorbitori de rusă (1,46%).